# Taeniophora acanthopus
Taeniophora acanthopus är en insektsart som först beskrevs av Gerstaecker 1873.  Taeniophora acanthopus ingår i släktet Taeniophora och familjen Romaleidae. Inga underarter finns listade i Catalogue of Life.